# St. Josef (Lingen)

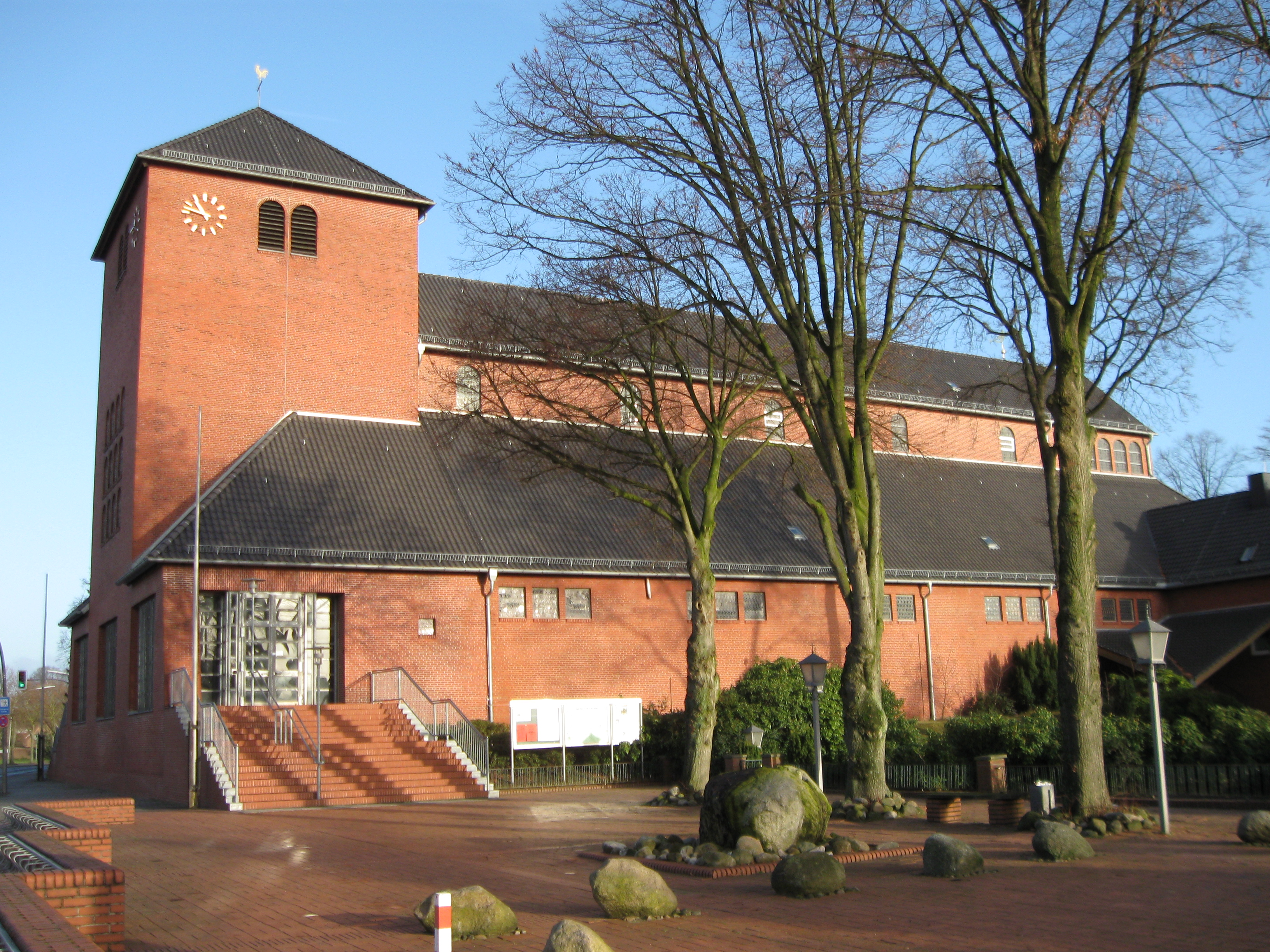
Die St.-Josef-Kirche im Dezember 2008, Blick auf die Südseite

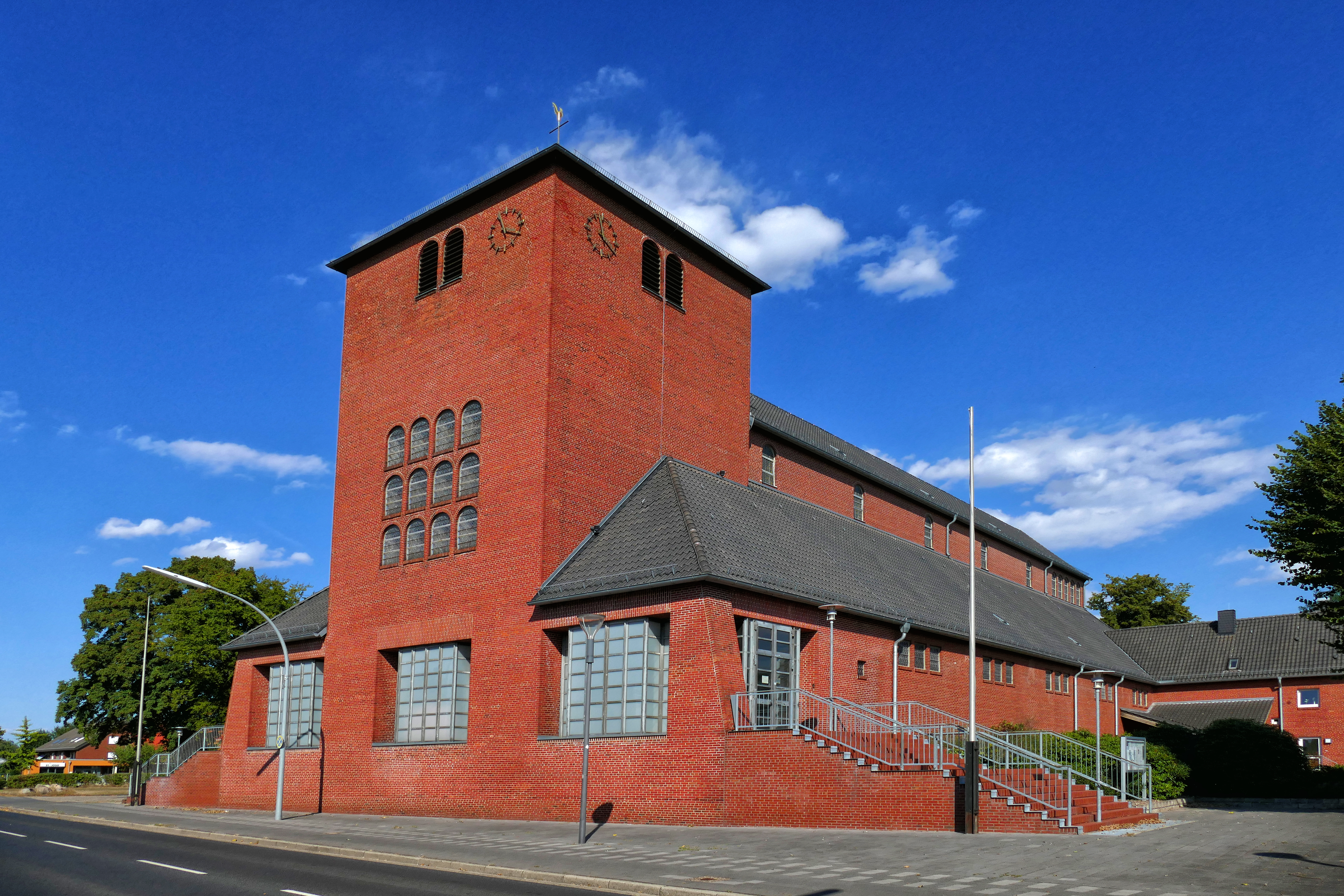
September 2022 Straßenansicht von Südwesten

Die katholische Josefskirche ist die im Basilikastil erbaute Pfarrkirche der St.-Josef-Gemeinde Lingen-Laxten und gehört zum Dekanat Emsland Süd des Bistums Osnabrück. Sie zählt neben der St.-Bonifatius-Kirche zu den größten Kirchen in Lingen und bietet Sitzplätze für etwa 750 Gläubige. Auch die griechisch-orthodoxe Gemeinde der Stadt hält hier alle vier Wochen ihren Gottesdienst. Die schlichte Backsteinbasilika steht unter Denkmalschutz.
Östlich an die Kirche schließt sich der Friedhof der Kirchengemeinde an. Die ersten Beerdigungen fanden 1946 statt. Nach mehreren Erweiterungen ist er heute mehr als 3 Hektar groß.

## Geschichte

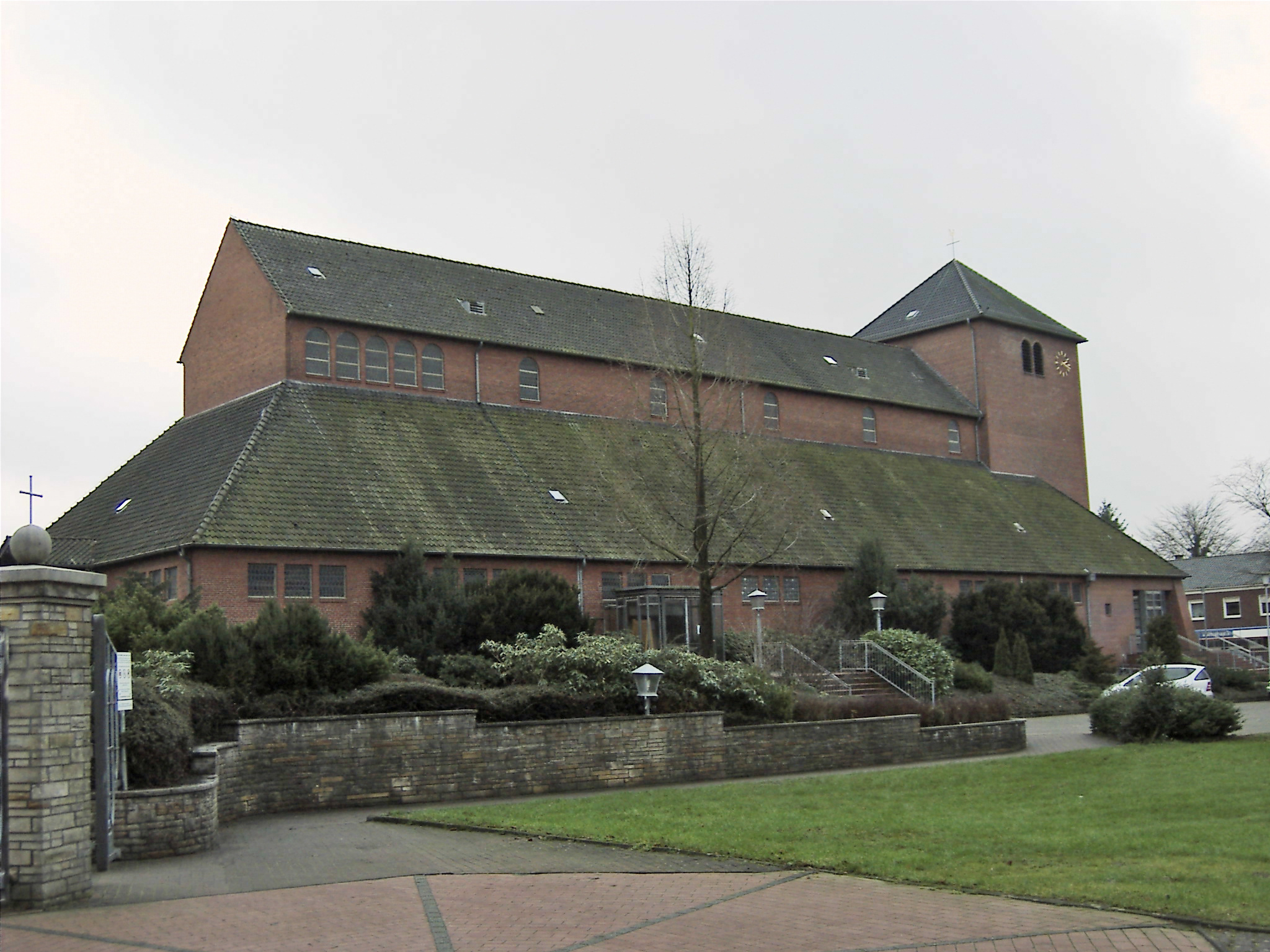
Dezember 2005, Blick auf die Nordseite

Bedingt durch den Ersten Weltkrieg wuchs die Stadt Lingen um mehrere tausend Einwohner. So konnte die Zahl der Gläubigen nicht mehr durch die St.-Bonifatius-Kirche im Stadtzentrum versorgt werden. Daher wurde im Juli 1930 ein 1,45 Hektar großes Grundstück für einen geplanten Kirchenbau erworben. Am 23. Dezember 1932 legte der Architekt Dominikus Böhm einen ersten Entwurf für den Bau der neuen Kirche vor, welchem am 21. Juli 1935 der endgültige Entwurf folgte. Die Pläne der Kirche lagern heute im Staatsarchiv in Köln.
Am 6. September 1935 begannen die Erdarbeiten, am 10. November desselben Jahres erfolgte die Grundsteinlegung. Nach 11/2 Jahren konnte bereits am 7. März 1937 die neue Kirche durch den Bischof Wilhelm Berning geweiht werden. Bei ihrer Einweihung fehlte der Kirche bis auf die Glocken und Altäre noch jegliche Einrichtung. Der Neubau kostete über 130.000 RM.
Offiziell bot die Kirche nach der Eröffnung 880 Sitzplätze in den Kirchenschiffen, 120 Sitzplätze auf der Empore und weitere 650 Stehplätze.
Während des Zweiten Weltkrieges wurde die Kirche durch zahlreiche Volltreffer beschädigt. Im Juni 1945 sind bereits die größten Schäden behoben, dennoch fehlten über viele Jahre hinweg Dachziegel, so dass an der Nordseite ein großes Loch im Dach klaffte.
1957 wurde die Kirche renoviert und dabei ein Mosaik an der Stirnseite über dem Hochaltar angebracht, welches vom Künstler Werner-Jakob Korsmeier gestaltet wurde und die allerheiligste Dreifaltigkeit darstellt. Um die Kosten hierfür zu reduzieren, wurde das Mosaik von Gemeindemitgliedern unter der Federführung des Künstlers selbst angebracht. Von Januar bis März 1969 wurde die Altarinsel mit dem Hochaltar gemäß der Liturgiereform des zweiten vatikanischen Konzils umgebaut und ein Volksaltar errichtet.
Die nächste große Renovierung fand in den Jahren von 1982 bis 1985 statt. Hierbei wurden der Eingangs- und Altarbereich neu gestaltet und eine Tabernakelkonche gebaut. Zuständiger Architekt war Karl-Heinz Bienefeld, ein Schüler Dominikus Böhms.
Mit einer Sanierung des Mauerwerks wurde im Jahre 1998 beim Turm begonnen. Während der Sanierungen wurde ein Großteil der Bepflanzung entfernt, welche direkt an der Kirche wuchs und das Gestein beschädigte. Im Jahre 2006 wurde das Dach inklusive Dachrinnen erneuert, doch bereits im folgenden Jahr wurden beim Orkan Kyrill das Turmdach und Teile des Langhausdaches beschädigt, so dass diese repariert werden mussten.

### Innenraumrenovierung 2009
Die seit langem sichtbaren Probleme in der Kirche (verschmutzte Wände, Rissbildung, marode Elektrik und Beleuchtung, defekte Türöffner) machten eine umfassende Renovierung erforderlich. Mehrere Architekturbüros wurden angeschrieben, Petra Berning wurde schließlich zur ausführenden Architektin ernannt.
Als Vorwegnahme der Arbeiten wurde zum Karfreitag 2009 das große Doppelkreuz, welches bisher vor dem Hauptportal unter der Empore hing, imprägniert und an der Außenseite der Tabernakelkonche angebracht.
Im Juni 2009 begannen die Arbeiten zur Renovierung der Kirche. Am 13. Juni wurde das komplette Inventar aus der Kirche entfernt und die Notkirche in der Friedhofskapelle eingerichtet, wo am folgenden Sonntag der erste Gottesdienst stattfand. Am selben Sonntag fand auch ein Abschlussgottesdienst in der völlig leer geräumten Kirche statt.
Der endgültige Beginn der Bauarbeiten verzögerte sich um wenige Wochen, da noch nicht alle Gewerke ausgeschrieben waren.
Am sichtbarsten war die Erneuerung des Anstrichs der Wände, der Decke und der Kirchenbänke. Dabei wurden die Wände wie bisher in weiß gehalten, während die Decke und Bänke (sowie der Orgelprospekt) einen hellgrauen Anstrich bekamen. In den Seitenschiffen bekamen die Abschlussbalken der Querträger zusätzlich einen roten Anstrich.
Die komplette elektrische Anlage wurde erneuert und in neuen Kabelschächten untergebracht. Die Heizungsanlage wurde saniert, nachdem festgestellt wurde, dass ein Austausch unnötig war. Die bisherigen Halogenleuchten wurden durch neue Deckenleuchten ersetzt, welche eine maximale Leistung von 80 W pro Lampe haben (bisher 40 W). Die Beleuchtung wird über ein prozessorgestütztes Bussystem betrieben, in welchem verschiedene Lichtszenarien vorprogrammiert sind. Der Fußboden wurde gründlich gereinigt und versiegelt, so dass die regelmäßige Reinigung leichter wird.
Der geplante Umbau des nördlichen Windfangs in eine Kapelle wurde von der Kunst- und Denkmalskommission des Bistums zurückgewiesen. Es sollte dafür die komplette Rückwand zwischen den Windfängen vorgezogen werden, doch dies hätte den Böhm-Entwurf verstellt und den Freitreppen die Leichtigkeit genommen, da diese so wie Schluchten gewirkt hätten.
Nachdem die Arbeiten bis auf wenige Ausnahmen abgeschlossen waren, wurde die Kirche am 13. Dezember 2009 mit einem feierlichen Gottesdienst wiedereröffnet.

## Ausstattung

### Orgeln
Mit Fertigstellung der Kirche wurde zunächst ein Harmonium für die Begleitung des Gemeindegesangs genutzt. Eine erste Orgel wurde im Jahre 1942 eingeweiht. Das Instrument von der Orgelbaufirma Vierdag stammte aus Enschede und war aus gebrauchten Orgelteilen zusammengebaut. Es hatte 6 Register (408 Pfeifen) auf einem Manual (C–f3: Praestant 8′, Holpijp 8′, Gamba 8′, Oktaaf 4′, Waldflöte 2′, Mixtur II–III, Tremulant). Das Pedal (C–d1) war angehängt. Es ist unklar, ob der laut Kostenvoranschlag aus dem Jahre 1942 vorgesehene Subbass 16' gebaut wurde.

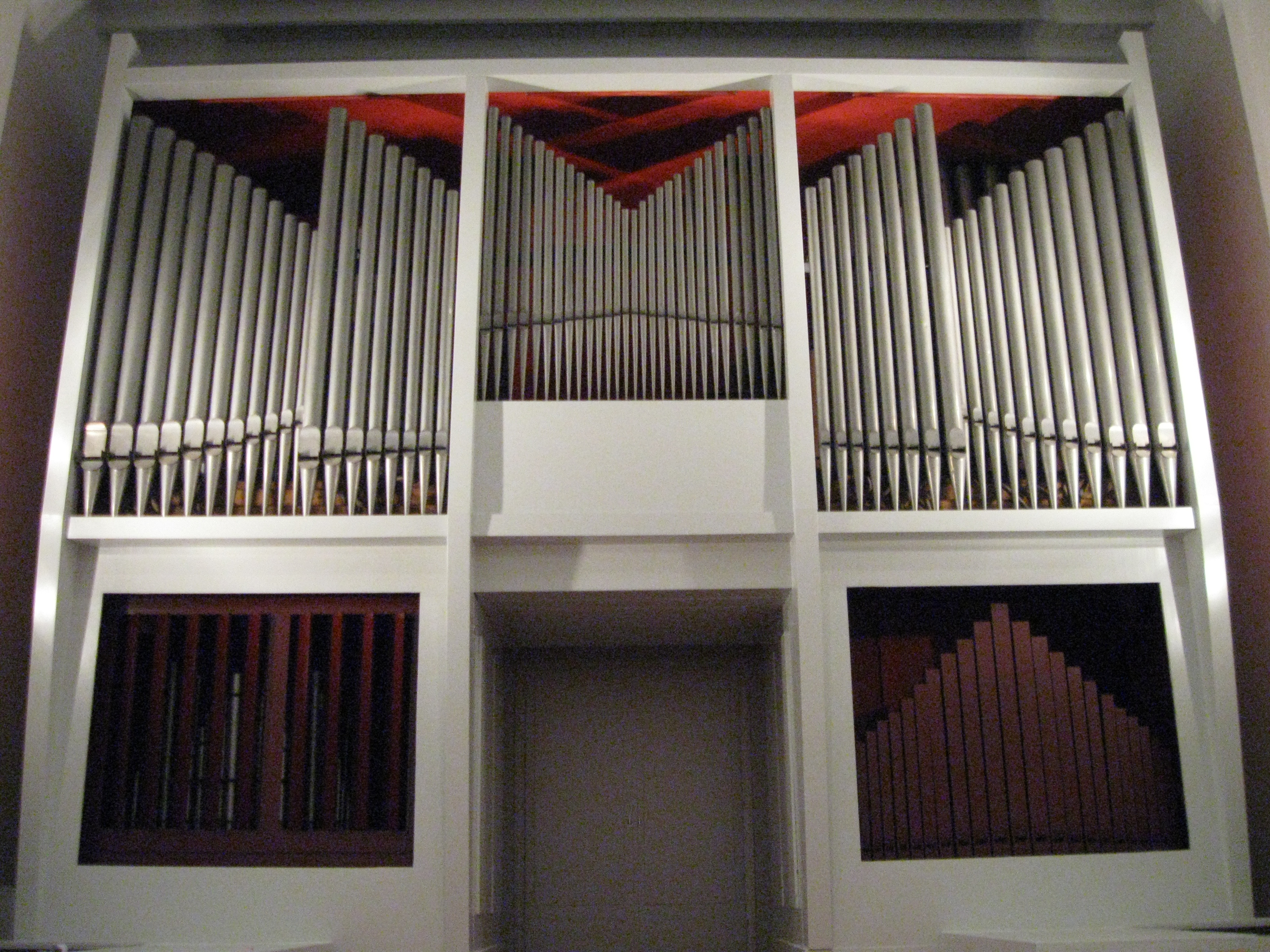
Orgel

Die Kirche verfügt heute über eine Konzertorgel und ein kleines Orgelpositiv von der Orgelbaufirma Walcker.
Die große Orgel auf der Empore stand ursprünglich in der Aula der pädagogischen Hochschule in Münster. Das Instrument war 1958 von der Orgelbaufirma Walcker als Konzertorgel (Opus 3690, Baujahr 1957 nach) erbaut worden. 1972 erwarb die Gemeinde das zum Verkauf stehende Instrument, das im Sommer 1973 in Münster abgebaut wurde und von der Orgelbaufirma Fleiter aus Münster in St. Josef aufgestellt und intoniert wurde. Im Februar 1974 wurde das Instrument geweiht.
Das Instrument hat 31 Register (2176 Pfeifen), verteilt auf drei Manualwerke (Hauptwerk: 722 Pfeifen; Positiv: 560 Pfeifen; Schwellwerk: 604 Pfeifen) und Pedal (290 Pfeifen). Bei ihrer Indienststellung war die Orgel das größte Instrument der Stadt (größte Orgel ist seit 1995 die Fischer + Krämer Orgel der Bonifatiuskirche mit etwa 6000 Pfeifen). Sie wurde damals über einen fahrbaren Spieltisch mit entsprechend langer Zuleitung und elektropneumatischer Traktur gespielt.
Bereits 10 Jahre später fanden im Zuge der damaligen Kirchenrenovierung umfangreiche Umbau- und Reparaturmaßnahmen statt.
Im Zuge der Kirchenrenovierung wurde die Orgel im Jahre 2009 durch den Orgelbauer Klimke (Holzwickede) generalüberholt. Neben einigen Veränderungen am Orgelgehäuse wurde insbesondere die gesamte Elektrik (Verkabelung, Tonmagnete, Relais) erneuert. Der fahrbare Spieltisch wurde komplett überarbeitet und mit einer 4000-fachen elektronischen Setzeranlage ausgestattet. Die vormals elektropneumatischen Trakturen. sind nun rein elektrisch. Von 2009 bis 2016 konnte der Spieltisch sowohl in der Mitte der Empore als auch auf der rechten Seite angeschlossen werden (gesehen vom Altarraum; ein weiterer, provisorischer Anschluss befindet sich auf der linken Seite). Im Januar 2017 wurde der Spieltisch aus Platzgründen im Orgelboden eingelassen, so dass er sich nun dauerhaft in der Mitte befindet.
Der Werksaufbau spiegelt sich im Prospekt wider. Betrachtet man die Orgel aus dem Altarraum (vgl. Bild), so findet sich unten rechts das Schwellwerk, die geöffneten Türen sind gut zu erkennen. Auf der linken Seite findet sich das Positiv mit den rot gestrichenen Pfeifen der Gedacktpommer 8′ im Vordergrund. Zwischen den Werken führt ein Durchgang in den hinteren Teil des Kirchturms. Oben im Gehäuse finden sich die Pfeifen von Hauptwerk und Pedal mit Prinzipal 8′, Prinzipalbass 8′ und einigen Blindpfeifen im Prospekt. Der linke Teil enthält die Pfeifen des Hauptwerks, der rechte Teil die Pfeifen des Pedals. In der Aula in Münster besaß die Orgel einen Freipfeifenprospekt, das aktuelle Gehäuse wurde für den Einbau in der Kirche neu angefertigt.
Die ursprüngliche Disposition ist bis heute nahezu unverändert geblieben. Aus den Pfeifen einer ursprünglich vorhandenen Spitzflöte 4′ wurde eine Unda Maris 8′ im Schwellwerk gebaut, die Pfeifenlöcher der großen Oktave sind seitdem abgeklebt; die Oboe 8′ im Schwellwerk ersetzt seit 1994 ein Krummhorn 8′, das sich seitdem in der Walcker-Orgel der St. Marien (Brögbern) befindet. Die Zimbel im Positiv wurde 2009 erneuert. Kennzeichnend für das Instrument, das aus der Zeit des Neobarock stammt, sind insbesondere die teils sehr weiten Mensuren.
| I Hauptwerk C–g3 |        |
| Quintatön        | 16′    |
| Prinzipal (P)    | 08′    |
| Hohlflöte        | 08′    |
| Oktave           | 04′    |
| Gedacktflöte     | 04′    |
| Waldflöte        | 02′    |
| Mixtur V–VI      | 01 ⁄3′ |
| Trompete         | 08′    |

| II Positiv C–g3   |         |
| Gedacktpommer (P) | 08′     |
| Rohrflöte         | 04′     |
| Prinzipal         | 02′     |
| Terz              | 01 3⁄5′ |
| Quinte            | 01 ⁄3′  |
| Zimbel III        | 01⁄2′   |
| Sifflöte          | 01′     |
| Dulcian           | 16′     |
| Tremolo           |         |

| III Schwellwerk C–g3 |        |
| Rohrflöte            | 08′    |
| Weidenpfeife         | 08′    |
| Weitprinzipal        | 04′    |
| Unda Maris (ab c0)   | 08′    |
| Nasat                | 02 ⁄3′ |
| Engprinzipal         | 02′    |
| Scharff IV           | 01′    |
| Oboe                 | 08′    |
| Tremolo              |        |

| Pedal C–f1        |        |
| Gedacktbass       | 16′    |
| Prinzipalbass (P) | 08′    |
| Choralbass        | 04′    |
| Nachthorn         | 02′    |
| Hintersatz III–IV | 02 ⁄3′ |
| Posaune           | 16′    |
| Clairon           | 04′    |

- Koppeln: I/P, II/P, III/P, II/I, III/I, III/II.
- Spielhilfen: Schwelltritt; Crescendowalze; Walze an/ab; Setzerkombination mit Folgeschaltung, 4000 Speicherplätze; Generalabsteller; Tutti.
- Anmerkung: (P) = Pfeifen im Prospekt sichtbar

Bis 2009 hatte das Instrument folgende Spielhilfen:
- Spielhilfen: Schwelltritt; Crescendowalze; Walze ab; klassische freie Pedalkombination I/II; klassische freie Kombination 1/2/3/Handreg.; Zungenabsteller; Absteller freie Kombinationen; Man. 16′ ab; Mixtur ab; Tutti.

Technische Daten
- 44 Pfeifenreihen, 2176 Pfeifen.
- Gehäuse/Prospekt:
  - Material: Stahlträgergerüst, Holzverkleidung
  - Höhe: 6,3 m.
  - Breite: 7,5 m.
  - Tiefe: 2,2 m.
- Details der elektrischen Anlagen:
  - Spannung: 14 V
- Windversorgung:
  - Gebläse: 1 Windmotor
  - Luftleistung: 25 m3/min; 1,5 PS; 125 mmWS.
  - Blasbälge: 2 Stück. Kastenbalg, aber mit Gelenk. So gesehen Kombination aus Keil- und Schwimmerbalg
  - Hauptwerk: 80 mmWS.
  - Positiv: 75 mmWS.
  - Schwellwerk: 75 mmWS.
  - Pedal: 85 mmWS.
- Spieltisch(e):
  - freistehender, fahrbarer Spieltisch, 3 Anschlussmöglichkeiten auf der Empore (links, Mitte und rechts)
  - Pedal: Parallel, einfach geschweift.
  - Registerzüge: Beschriftete Registerwippen
- Traktur:
  - Tontraktur: Elektrisch
  - Registertraktur: Elektrisch, Setzerkombination mit Folgeschaltung, 4000 Speicherplätze
- Stimmung:
  - Höhe a1 = 442 Hz (bei 19 °C)
  - Stimmung: gleichstufig temperiert

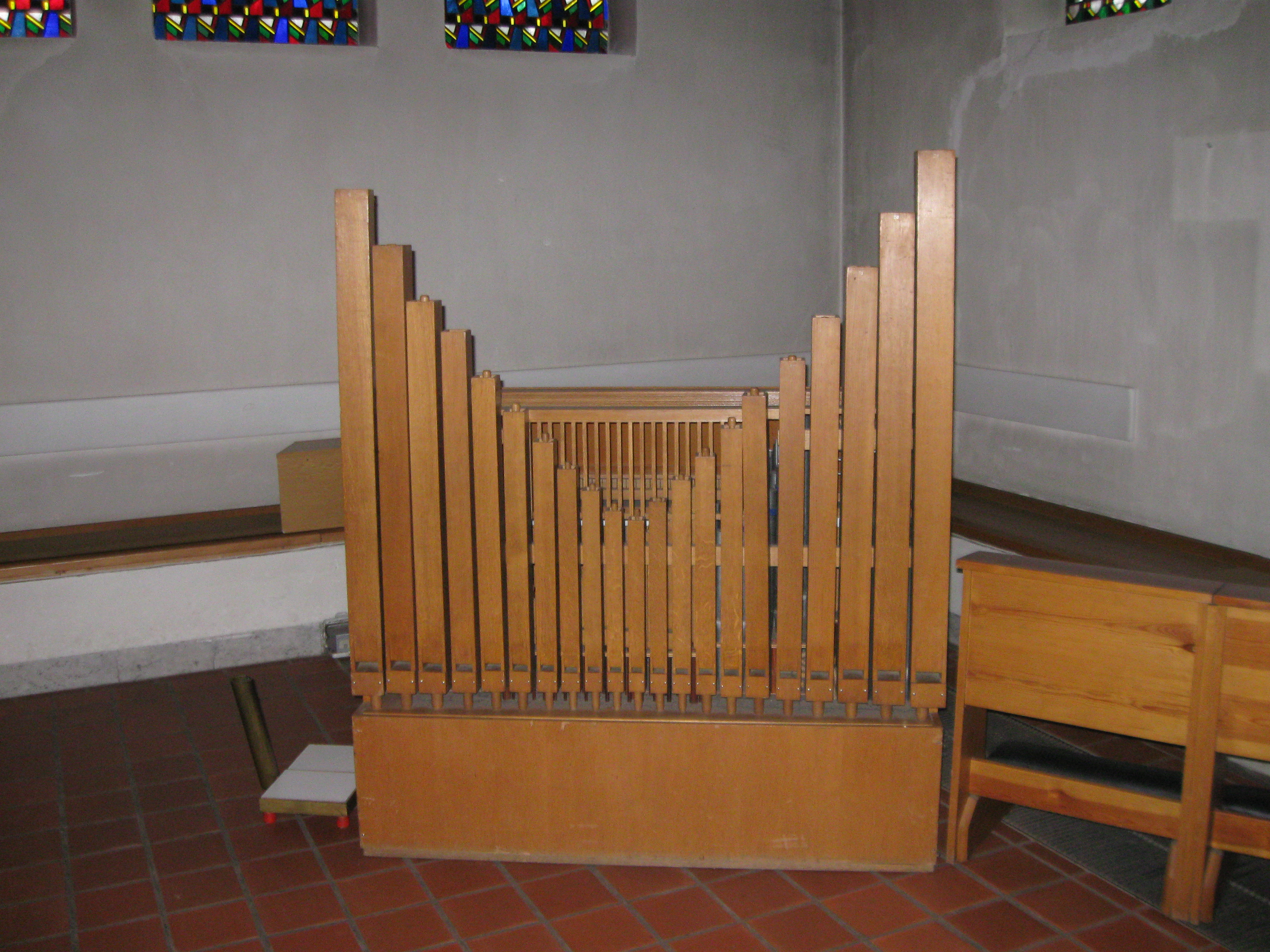
Das Walcker-Positiv

Neben der großen Walcker-Orgel gibt es ein kleines Truhen-Positiv, welches bis 2009 im Chorraum der Kirche stand und hauptsächlich bei Konzerten oder Tagesmessen benutzt wurde. Es besitzt lediglich drei Register auf einem Manual (C–f3: Gedeckt 8′, Rohrflöte, 4′, Prinzipal 2′). Das Instrument steht im Altarraum und wird vorwiegend bei Werktagsgottesdiensten genutzt.

### Glocken
Am 28. Februar 1937, wenige Tage vor der Kirchweihe, konnten die vier Bronzeglocken der neuen Kirche geweiht werden. Ihre Inschriften wurden dem ersten Brief des Paulus an die Korinther (1 Kor 16,13-14 ) entlehnt. Sie wurden von der Firma Ulrich in Apolda gegossen, mussten aber bereits am 12. August 1942 im Rahmen der Metallspende abgegeben werden. Die Disposition des Geläuts war das harmonisch-melodische Ite-Missa-est-Motiv.

| Name          | Gussjahr | Gießer Gussort | Durchmesser (cm) | Masse (kg) | Schlagton | Inschrift                        |
| ------------- | -------- | -------------- | ---------------- | ---------- | --------- | -------------------------------- |
| St. Josef     | ≈1936/37 | Ulrich Apolda  | 143              | 1900       | cis       | Seid wachsam!                    |
| St. Maria     | ≈1936/37 | Ulrich Apolda  | 125              | 1150       | e         | Steht fest im Glauben!           |
| St. Elisabeth | ≈1936/37 | Ulrich Apolda  | 110              | 750        | fis       | Handelt mannhaft und seid stark  |
| St. Johanna   | ≈1936/37 | Ulrich Apolda  | 100              | 500        | gis       | Alles bei euch geschehe in Liebe |

Von 1942 bis zur Anschaffung neuer Glocken im Jahre 1958 tat die kleinste Glocke aus dem Geläut der St.-Bonifatius-Kirche ihren Dienst im Turm. Sie wurde später an die St.-Marien-Kirche abgegeben. Sie hängt heute in einem freistehenden Glockenturm vor dem Gemeindezentrum Don Bosco in Damaschke.
Das heutige Geläut besteht aus vier Stahl-Glocken, die für 15 900 DM (nach heutiger Kaufkraft etwa 35.000 €) beschafft wurden. Die Glocken wurden vom Bochumer Verein hergestellt und am 7. Dezember 1958 geweiht. Der Glockenstuhl musste verstärkt werden, gleichzeitig wurde ein neues Läutewerk installiert. Sie sind denselben Heiligen geweiht und tragen dieselben Inschriften wie die bisherigen. Die Glocken läuten in der Salve-Regina-Klangdisposition.
| Nr. | Name(Funktion)                    |               | Gussjahr | Gießer          | Durchmesser(mm) | Masse(kg) | Schlagton(HT-1/16) | Inschrift                        |
| --- | --------------------------------- | ------------- | -------- | --------------- | --------------- | --------- | ------------------ | -------------------------------- |
| 1   | St. Joseph (Totenglocke)          | St. Joseph    | 1958     | Bochumer Verein | 1715            | 2220      | des1 +1            | Seid wachsam                     |
| 2   | St. Maria (Bußglocke)             | St. Maria     | 1958     | Bochumer Verein | 1260            | 776       | f1 −1              | Steht fest im Glauben            |
| 3   | St. Elisabeth (Werktagsglocke)    | St. Elisabeth | 1958     | Bochumer Verein | 1045            | 444       | as1 +1             | Handelt mannhaft und seid stark  |
| 4   | St. Johanna (Tauf-/Angelusglocke) | St. Johanna   | 1958     | Bochumer Verein | 995             | 431       | b1 0               | Alles bei euch geschehe in Liebe |

Im Jahre 2004 mussten die alten Steighaken, welche in den Glockenturm führten, aus Arbeitsschutzgründen durch eine Stahltreppe ersetzt werden. Gleichzeitig wurden die Antriebsmotoren des Läutewerks erneuert, welche nach 50 Jahren verschlissen waren. Die Gesamtkosten der Sanierung betrugen 30.000 €.

## Kunst im Außenbereich
An der Außenseite der Tabernakelkonche ist ein Kreuz von Ernst Suberg aufgestellt, das sich bis zur Kirchenrenovierung im Innenraum der Kirche befand. Am Rande des Friedhofes ist der Kreuzweg des emsländischen Künstlers Theodor Wenge zu sehen, der sich bis zur Kirchenrenovierung der 1980er-Jahre ebenfalls in der Kirche befand.

## Pfarrer
- 1937–1950 Heinrich Lagemann (* 28. November 1896; † 21. Oktober 1960)
- 1950–1955 Franz Kramer (* 14. Juni 1905; † 1. Mai 1992)
- 1955–1972 Hermann Josef Ludden (* 2. Januar 1907; † 1. April 1974)
- 1972–1999 Theodor Johannes-Bernhard Dierkes (* 4. März 1930; † 1. November 2011)
- 1999–2013 Martin Trimpe (* 28. Dezember 1942)
- 2013–2024 Hartmut Sinnigen
- 2024–0000 Josef Wilken

Quellen (bis 1987):  und 

## Öffnungszeiten und Gottesdienste
Die Kirche kann besichtigt werden, der Seiteneingang ist tagsüber geöffnet. Die regulären Gottesdienstzeiten sind:
- Dienstags und freitags: 8.30 Uhr
- Mittwochs: 14.30 Uhr
- Donnerstags: 19.30 Uhr
- Sonntags: VA 17.00 Uhr, 8.00 Uhr und 11.15 Uhr